# Dasytrogus transcaspicus
Dasytrogus transcaspicus är en skalbaggsart som beskrevs av Brenske 1886. Dasytrogus transcaspicus ingår i släktet Dasytrogus och familjen Melolonthidae. Inga underarter finns listade i Catalogue of Life.